# Noosa Triathlon

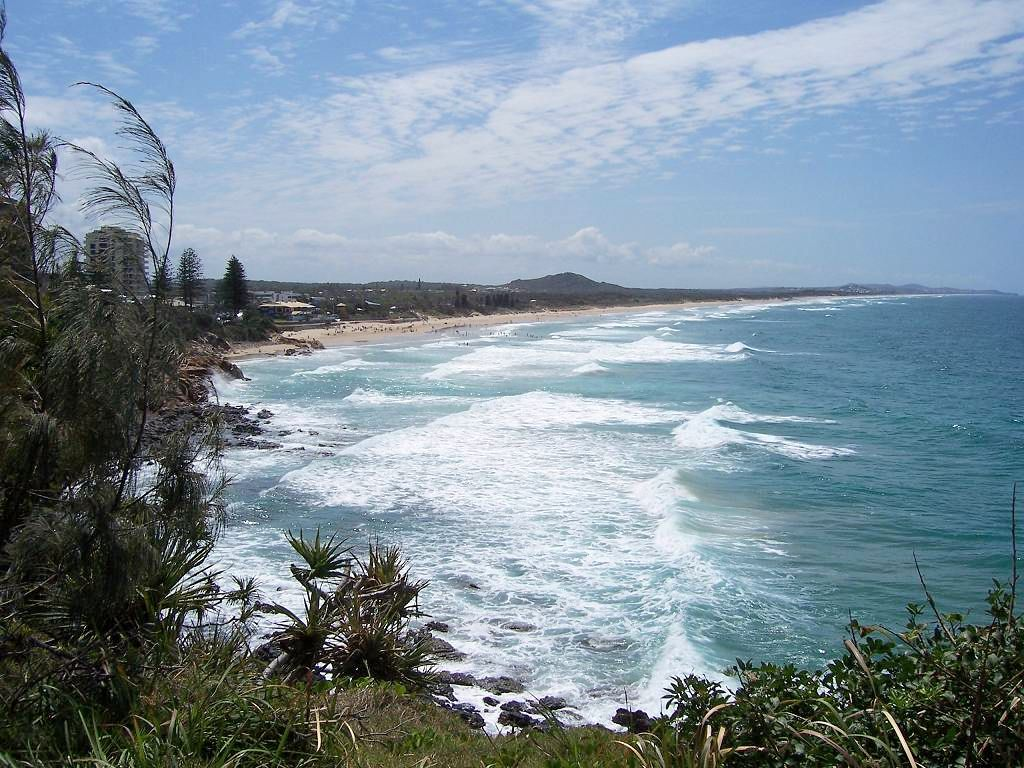
Sunshine Coast, Queensland

Der Noosa Triathlon ist ein seit 1983 stattfindender Triathlon-Wettkampf in Noosa Heads im australischen Staat Queensland.

## Organisation
Das Rennen wird jährlich im Oktober oder November etwa 130 Kilometer nördlich von Brisbane über die olympische Distanz ausgetragen: 1,5 km Schwimmen, 40 km Radfahren und 10 km Laufen auf einem einmal zu absolvierenden Rundkurs mit flachem Streckenverlauf.
Das letzte Rennen fand hier am 3. November 2019 statt und Ashleigh Gentle konnte das Rennen zum siebten Mal für sich entscheiden.
Den Streckenrekord hält der Australier Jacob Birtwhistle mit seiner Siegerzeit von 1:43:39 h (2019) und bei den Frauen seine Landsfrau Emma Carney mit 1:54:22 h (1997).

## Siegerliste
| Datum/Jahr    | Männer                | Männer            | Männer            | Frauen               | Frauen                | Frauen                |
| Datum/Jahr    | Erster Platz          | Zweiter Platz     | Dritter Platz     | Erster Platz         | Zweiter Platz         | Dritter Platz         |
| ------------- | --------------------- | ----------------- | ----------------- | -------------------- | --------------------- | --------------------- |
| 2. Nov. 2024  |                       |                   |                   |                      |                       |                       |
| 2023          | Hayden Wilde          | Matthew Hauser    | Henri Schoeman    | Ashleigh Gentle -9-  | Sophie Malowiecki     | Richelle Hill         |
| 26. Okt. 2022 | Charlie Quin          | Jacob Birtwhistle | Josh Ferris       | Ashleigh Gentle -8-  | Amelia Watkinson      | Hannah Knighton       |
| 3. Nov. 2019  | Jacob Birtwhistle -2- | Henri Schoeman    | Aaron Royle       | Ashleigh Gentle -7-  | Natalie Van Coevorden | Sarah Crowley         |
| 4. Nov. 2018  | Aaron Royle -3-       | Max Neumann       | Ryan Bailie       | Ashleigh Gentle -6-  | Natalie Van Coevorden | Radka Kahlefeldt      |
| 5. Nov. 2017  | Jacob Birtwhistle     | Aaron Royle       | Ryan Bailie       | Ashleigh Gentle -5-  | Felicity Sheedy-Ryan  | Natalie Van Coevorden |
| 30. Okt. 2016 | Dan Wilson            | Jacob Birtwhistle | Ryan Fisher       | Ashleigh Gentle -4-  | Natalie Van Coevorden | Charlotte McShane     |
| 1. Nov. 2015  | Joe Maloy             | Ryan Fisher       | Jacob Birtwhistle | Ashleigh Gentle -3-  | Charlotte McShane     | Emma Pallant          |
| 2. Nov. 2014  | Aaron Royle -2-       | Dan Wilson        | Ryan Bailie       | Ashleigh Gentle -2-  | Paula Findlay         | Caroline Steffen      |
| 3. Nov. 2013  | Aaron Royle           | Dan Wilson        | Ryan Bailie       | Emma Moffatt         | Ashleigh Gentle       | Melissa Hauschildt    |
| 4. Nov. 2012  | Peter Kerr            | Ryan Fisher       | Taylor Cecil      | Ashleigh Gentle      | Felicity Sheedy-Ryan  | Liz Blatchford        |
| 30. Okt. 2011 | David Dellow          | Paul Matthews     | James Seear       | Melissa Rollison     | Emma Jackson          | Kate McIlroy          |
| 31. Okt. 2010 | Courtney Atkinson -3- | Kris Gemmell      | Peter Kerr0       | Caroline Steffen     | Ashleigh Gentle       | Nicky Samuels         |
| 1. Nov. 2009  | Courtney Atkinson -2- | James Seear       | Joshua Amberger   | Emma Jackson         | Sarah Crowley         | Annabel Luxford       |
| 2. Nov. 2008  | Courtney Atkinson     | David Dellow      | James Seear8      | Emma Snowsill -5-    | Emma Moffatt          | Sarah Crowley         |
| 3. Nov. 2007  | Craig Walton -6-      | David Dellow      | Paul Matthews     | Emma Snowsill -4-    | Felicity Abram        | Annabel Luxford       |
| 2006          | Craig Walton -5-      |                   |                   | Felicity Abram       |                       |                       |
| 2005          | Chris McCormack       |                   |                   | Emma Snowsill -3-    |                       |                       |
| 19. Nov. 2004 | Craig Walton -4-      | Craig Alexander   | Simon Thompson    | Emma Snowsill -2-    | Nicole Hackett        | Nikki Egyed           |
| 2003          | Craig Walton -3-      |                   |                   | Emma Snowsill        |                       |                       |
| 2002          | Craig Walton -2-      |                   |                   | Carol Montgomery -2- | Pip Taylor            |                       |
| 2001          | Paul Amey             |                   |                   | Loretta Harrop -2-   |                       |                       |
| 2000          | Chris Hill            |                   |                   | Emma Carney -2-      |                       |                       |
| 1999 (ITU)    | Shane Reed            |                   | (ITU)             | Michelle Dillon      |                       |                       |
| 1999 (Open)   | Eamon Nunn -2-        |                   | (Open)            | Tania Brannan        |                       |                       |
| 1998 (ITU)    | Gilberto Gonzalez     |                   | (ITU)             | Loretta Harrop       |                       |                       |
| 1998 (Open)   | Eamon Nunn            |                   | (Open)            | Belinda Smith        |                       |                       |
| 1997          | Craig Walton          |                   |                   | Emma Carney          |                       |                       |
| 1996 (ITU)    | Miles Stewart         |                   | (ITU)             | Carol Montgomery     |                       |                       |
| 1996 (Open)   | Jeremy Ross           |                   | (Open)            | Adrianne Ngawaiti    |                       |                       |
| 1995          | Spencer Smith         |                   |                   | Rina Bradshaw        |                       |                       |
| 1986          | Nick Croft            |                   |                   | Jan Wanklyn          |                       |                       |
| 1984          | Michael Harris -2-    |                   |                   | Erin Baker           |                       |                       |
| 1983          | Michael Harris        |                   |                   | Liz Hepple           |                       |                       |

## Trivia
Der Laufschuh „Gel-Noosa Tri“ der Marke ASICS ist nach dem Noosa Triathlon benannt und befindet sich in der zehnten Auflage (Stand 2015).